# زبان چینی کلاسیک
زبان چینی کلاسیک (古文، gǔwén، "متن قدیمی") زبان ادبیات کلاسیک از انتهای دوران بهار و پائیز تا انتهای دوران دودمان هان است و یک سبک نوشتاری از چینی قدیمی به حساب می‌آید.